# Harlem–Calle 148 (línea de la Avenida Lenox)
La Calle Harlem–Calle 148, o antiguamente llamada como la terminal de la Calle 148, es una estación en la línea de la Avenida Lenox del metro de la ciudad de Nueva York. Localizada en la intersección de la Calle 149 y la Séptima Avenida en Harlem, es servida todo el tiempo por los trenes del servicio 3.
Esta es la terminal del extremo norte de la línea de la Avenida Lenox y el servicio 3. Al lado de la estación se encuentra el patio de almacenamiento Lenox, el cual es usado para el almacenamiento de trenes sin servicio de mantenimiento. El patio fue construido antes de que la estación fuese construida; inaugurada en 1968 a un costo muy bajo, ya que el patio y las vías ya estaban ahí. Anteriormente, la estación estaba a una estación al sur, en la Calle 145.
Desde 1995–2008, esta estación carecía de servicio de tiempo completo, ya que los trenes del servicio 3 no operaban después de la media noche. El servicio completo fue implementado el 27 de julio de 2008.

## Conexiones de autobuses
- M2